# Рилаккума
Рилаккума (яп. リラックマ Рираккума, от яп.  リラックス риракусу — транслитерации слова «релакс» и яп. クマ кума — медведь) — вымышленный персонаж, придуманный японской художницей Аки Кондо (англ.). Книги о Рилакумме впервые выпущены компанией San-X (англ.) в 2003 году. Рилаккума стал очень известным как и в самой Японии, так и за её пределами, имеет целую сеть магазинов «Rilakkuma Shop», под брендом Рилаккума выпускаются также канцтовары, посуда, рюкзаки и плюшевые игрушки.

## Персонаж

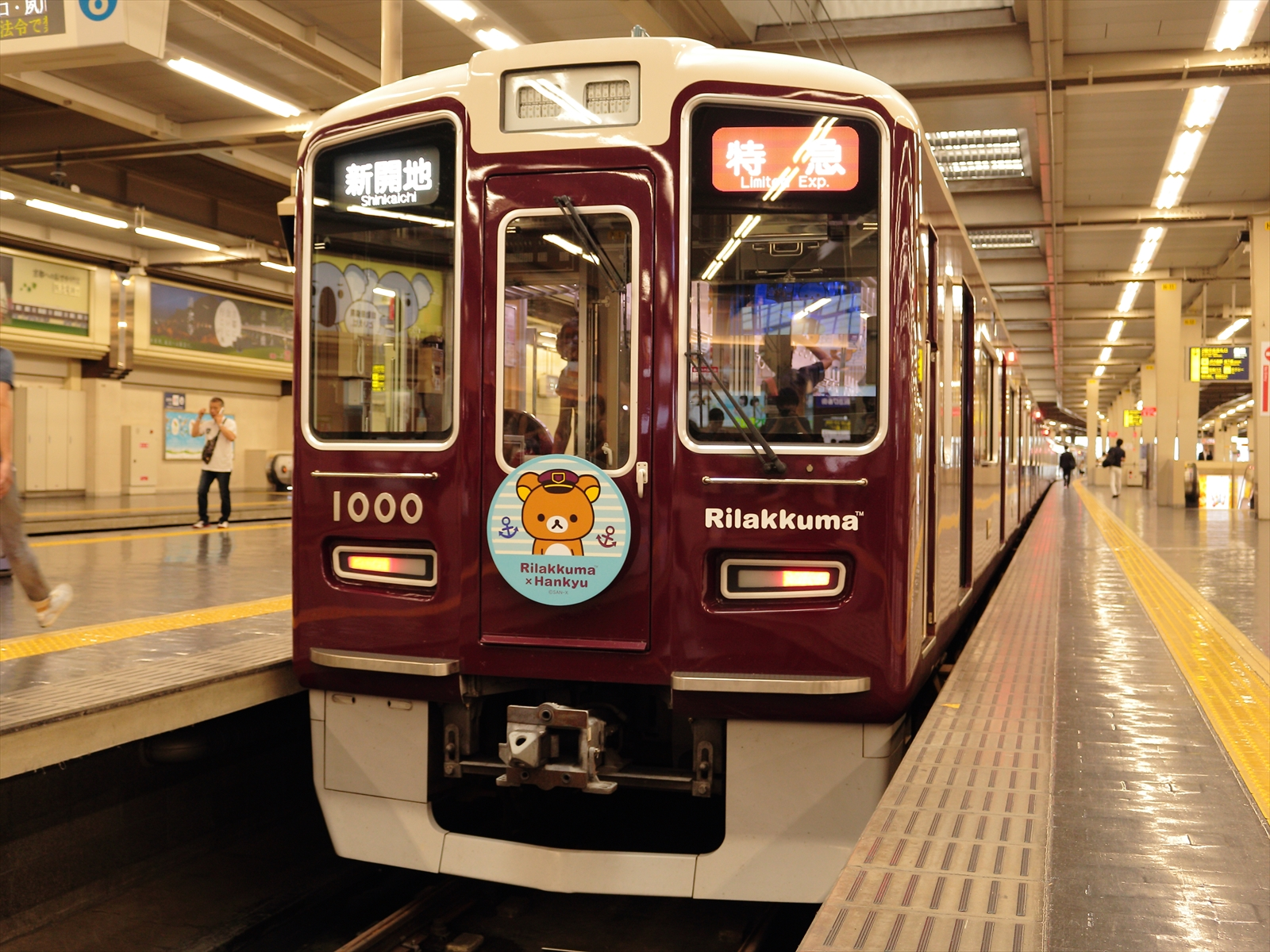
Электропоезд Hankyu 1000 Series с изображением Рилаккумы на станции Умеда (англ.), Осака, Япония

Вымышленная история появления Рилаккумы начинается с того, что его внезапно обнаруживает у себя в квартире офисная работница Каору, видимо, медведь решил поселиться у неё. На спине у него есть молния, скрывающая белую ткань в голубой горошек. Со временем Рилаккума стал также пользоваться жёлтой подушкой Каору.
Персонаж был впервые показан в серии иллюстрированных книг «Rilakkuma Seikatsu», выпущенной San-X, но внезапно стал также популярен как игрушка. В книгах он часто изображён в разных костюмах, таких как костюм каппы. Кроме того, подразумевается, что всё его туловище — это тоже костюм, который Рилаккума снимает, когда тот становится старым или грязным (его часто видели сидящим и наблюдающим за костюмами, пока те сушатся). Тем не менее, неизвестно, является ли его голова частью костюма.
Его любимая еда — митараси-данго, кексы, омурайсу, карамельный пудинг и виноград. В соответствии с именем (которое на японском означает дословно «релаксирующий медведь»), предпочитает всё время отдыхать — спать, валяться, смотреть телевизор, слушать музыку и купаться в горячих источниках.

### Корилаккума
Рилаккума часто сопровождается Корилаккумой — таинственным белым медведем женского пола. Получила такое имя, потому что она выглядит как маленький Рилаккума («ко» значит дитя в японском). Она также внезапно появилась в доме Каору. Она очень озорная и полна сил. Корилаккума часто разыгрывает Рилаккуму пока он спит, например рисует на его лице, кладёт на него наушники и шьёт неправильные цвета на его костюмах. Большую часть времени она ничего не говорит, но иногда знает, что говорит Рилаккума. Хоть Корилаккума, как и Рилаккума, имеет вид медведя, на груди у неё расположена красная кнопка, что может означать, что она также не является реальным медведем. Однако, в отличие от Рилаккумы, у неё нет молнии на спине. Её любимые продукты — клубника, яблоки и вишни. И она также любит играть со своей радиоуправляемой уткой. Как и Рилаккума, она тоже любит слушать музыку, особенно на высокой громкости со своим музыкальным плеером.

### Киироитори
Киироитори — канарейка, живущая в доме Каору. «Киироитори» по-японски означает «жёлтая птица». Предполагалось, что он должен сидеть в клетке, но он выходит по своему усмотрению и ругает Рилаккуму за то, что он слишком ленив, и Корилаккуму за то, что она слишком озорная. Иногда он грустит из-за того, что ругает их слишком много. Играет роль цуккоми (яп. 突っ込み), то есть того, кто умнее и логичнее остальных и ругает их за их недостатки. Его любимое занятие — находить деньги (например мелочь, которую он находит за уборкой). Киироитори является противоположностью Рилаккуме из-за трудолюбия и любви к чистоте, свойственными птицам. Киироитори — домашняя птица Каору.

### Когума-чан
Когума-чан — бурый медведь, найденный на прогулке и одомашненный Корилаккумой и Киироитори. Цвет его шерсти несколько темнее шерсти Рилаккумы, уши вытянутой формы, более серьёзное лицо, следы мёда на спине. Также Когума-чан иногда рычит, когда злится.

## Успех
The New York Times назвал Рилаккуму «большим хитом» в Японии. По состоянию на апрель 2010 года Рилаккума является 15-м из самых популярных персонажей в Японии по результатам опроса Character Databank.
Одним из условий для работников San-X является то, что они должны придумать как минимум 1-го милого персонажа за месяц. В то время Аки Кондо увидела по ТВ телепередачу о собаках. Она захотела завести домашнего питомца, и Рилаккума стал исполнением её желания.
В июле 2009 года Bandai выпустили эксклюзивную серию ноутбуков с Рилаккумой.
С августа по 16 сентября 2013 года San-X сотрудничали с ENJOY!BASEMENT DINING с целью создания Рилаккума-кафе в Харадзюку.

## Иллюстрированные книги
- Rilakkuma Seikatsu — Daradara Mainichi no Susume (март 2004)
- Dararan Biyori — Rilakkuma Seikatsu 2 (ноябрь 2004)
- Tori Dayori — Rilakkuma Seikatsu 3 (май 2005)
- Kuma Goyomi — Rilakkuma Seikatsu 4 (сентябрь 2006)
- Utatane Kibun — Rilakkuma Seikatsu 5 (сентябрь 2007)
- Bonyari Kinenbi — Rilakkuma Seikatsu 6 (август 2008)
- Yanwari Jozu — Rilakkuma Seikatsu 7 (октябрь 2010)

## Альбомы для наклеек
- Rilakkuma Daradara Shiiru Bukku (ноябрь 2004)
- Rilakkuma Dara Pika Shiiru Bukku (май 2005)
- Rilakkuma Gorogoro Shiiru Bukku (сентябрь 2006)
- Rilakkuma Howa Pika Shiiru Bukku (сентябрь 2007)
- Rilakkuma Nohohon Shiiru Bukku (август 2008)

## Видеоигры
- Rilakkuma na Mainichi (Rocket Company, Game Boy Advance, апрель 2005)
- Rilakkuma ~ojamashitemasu 2 Shuukan~ (Interchannel, PlayStation 2, сентябрь 2005)
- Watashi no Rilakkuma (Rocket Company, Nintendo DS, апрель 2007)
- Chokkan Asonde Rilakkuma (Smilesoft, Nintendo DS, сентябрь 2008)
- Rilakkuma Minna de Goyururi Seikatsu (MTO, Nintendo Wii, март 2009)
- Norinori Rilakkuma Hit Song Ongaku (Smilesoft, Nintendo DS, декабрь 2010)
- LINE Rilakkuma LOOP (LINE Corporation, Android, iOS, 2016)